# Mario Bianchini
Mario Antonio Bianchini (Buenos Aires, 26 de junio de 1956) es un exfutbolista argentino que militó en diversos clubes de Argentina, Colombia, Ecuador y Perú.
El exjugador es dueño de un quiosco en la calle Francisco Álvarez de su ciudad natal.

## Trayectoria
Bianchini debutó en 1978 jugando para Gimnasia y Esgrima de Mendoza, equipo con el cual no marcaría goles oficialmente. Pasó por All Boys, Huracán, Deportivo Morón, Once Caldas, Unión Magdalena, Deportes Tolima, Liga de Quito, Liga de Portoviejo, Alianza Lima, Alianza Atlético y Club Luján, colgando los botines en el año 1993. Hasta hoy es recordado en Liga de Quito.

## Clubes
| Club                   | País      | Año       | Goles |
| ---------------------- | --------- | --------- | ----- |
| Gimnasia y Esgrima (M) | Argentina | 1979      | 0     |
| All Boys               | Argentina | 1980      | 7     |
| Huracán                | Argentina | 1981      | 1     |
| Deportivo Morón        | Argentina | 1982      | 6     |
| Once Caldas            | Colombia  | 1983-1984 | 15    |
| Unión Magdalena        | Colombia  | 1984      | 5     |
| Deportes Tolima        | Colombia  | 1985      | 5     |
| Liga de Quito          | Ecuador   | 1985-1986 | 16    |
| Liga de Portoviejo     | Ecuador   | 1987-1988 | 10    |
| Alianza Lima           | Perú      | 1989      | 5     |
| Alianza Atlético       | Perú      | 1990      | 3     |
| Club Luján             | Argentina | 1991-1992 | 6     |